# Еванджелін Волтон
Еванджелін Волтон (англ. Evangeline Walton; 24 листопада 1907, Індіанаполіс, Індіана, США — 11 березня 1996, Тусон, Аризона, США) — творчий псевдонім Еванджеліни Вілни Енслі (англ. Evangeline Wilna Ensley), американської письменниці у жанрі фентезі.

## Біографія
Волтон народилася в Індіанаполісі, штат Індіана, у квакерській сім'ї. Дитиною вона хворіла хронічним респіраторним захворюванням і навчалася у приватних вчителів або займалася самоосвітою вдома. Її батьки розійшлися і розлучилися в 1924 році. Живучи з матір'ю і бабусею, і спостерігаючи за подружніми розбіжностями між своїми батьками, вона виросла феміністкою, що відбилося в її творах. У дитинстві їй подобалися твори Лаймена Френка Баума, Джеймса Стівенса, лорда Дансені і Алджернона Блеквуда, і згодом говорила про них, що вони вплинули на її творчість. Волтон з матір'ю часто їздили в Нью-Йорк, Чикаго і Сан-Франциско, щоб відвідати оперу. Особливо вони полюбляли «Кільце Нібелунгів» Ріхарда Вагнера "; опера була її пристрастю все життя. У 1946 році, після смерті бабусі, Волтон переїхала з матір'ю в м Тусон, Аризона. Її мати померла в 1971 році.
Більшість опублікованих і неопублікованих творів Волтон були спочатку написані в період з 1920-х до початку 1950-х років. Вона працювала над своїм найвідомішим твором, тетралогією «Mabinogion» наприкінці 1930-х — в початку 1940-х років, а над трилогією «Theseus» — наприкінці 1940-х. Після того, як після 1970 року до неї прийшов успіх, за наступні двадцять років вона переробила багато своїх рукописів для публікації. Волтон говорила про свій підхід до написання фентезі: «Мій особистий метод завжди полягав у тому, щоб спробувати забезпечити плоттю і кров'ю кістки оригінальних міфів; я майже ніколи не суперечила першоджерелам, я тільки додавала і інтерпретувала». У 1991 році вона перенесла операцію з видалення пухлини мозку, яка виявилася доброякісною. Проте, її здоров'я продовжувало погіршуватися.
Через те, що в дитинстві її часті бронхіти та серйозні синусити лікувалися розчином нітрату срібла, Волтон, у якої була виключно світла шкіра, ввібрала пігмент цього розчину, в результаті чого її шкіра набула сірий колір і з роками потемніла.
Уолтон протягом багатьох років листувалася з британським романістом, есеїстом і поетом Джоном Коупером Пауісом. Деякі папери Волтон 1936—1984 років — включаючи біографічний матеріал, рукописи і листування з Павісом — зберігаються в архіві Спеціальних Колекцій в бібліотеці університету Аризони в Тусоні.